# Ломбардські Альпи
Ломбардські Альпи — збірна назва гірських хребтів і масивів Східних Альп головним чином в межах адміністративної області Ломбардія в Італії. Включають масив Берніна, масиви Ортлес, Адамелло.
На південь від долини Вальтелліна з річкою Адда розташовані Бергамські Альпи (Ломбардські Передальпи).

## Озера
- Лаго-Маджоре
- Комо
- Ізео
- Гарда

| Італія | Це незавершена стаття з географії Італії. Ви можете допомогти проєкту, виправивши або дописавши її. |